# شهرستان کلیبرن (آلاباما)
شهرستان کلیبرن، آلاباما (به انگلیسی: Cleburne County, Alabama) شهرستانی در ایالات متحده آمریکا است که در آلاباما واقع شده‌است.

## خصوصیات
شهرستان کلیبرن ۱٬۴۵۲٫۹۹ کیلومترمربع مساحت دارد.